# Jean Sturm
Pour les articles homonymes, voir Sturm.
Œuvres principales
De literarum ludis recte aperiendis (1538)
Jean Sturm, ou Johannes Sturm, aussi connu sous le nom latin de Ioannes Sturmius, né le 1er octobre 1507 à Schleiden, dans le duché de Luxembourg, et mort le 3 mars 1589 à Strasbourg, est un érudit et un pédagogue protestant. Étant à l'origine de la Hauté École de Strasbourg, en 1538, il est souvent considéré comme le fondateur de l'université de la ville.

## Biographie

### Jeunesse et formation
Jean Sturm est né à Schleiden, non loin d’Aix-la-Chapelle, dans la région de l’Eifel qui appartenait alors au duché de Luxembourg. Il est le fils de Gertrud Hüls et de Wilhelm Sturm, administrateur des revenus du comte de Manderscheid-Schleiden Dietrich IV. Il fait ses études primaires dans sa ville natale, avec son condisciple Jean Philippson, dit Sleidan, futur grand historien. Il est également éduqué avec les fils du comte Dietrich, ce qui fait que, très tôt, il a des rapports étroits avec la noblesse.
Il part ensuite avec Sleidan effectuer des études secondaires à Liège de 1521 à 1524, au collège Saint-Jérôme. Là-bas, il suit les méthodes nouvelles des Frères de la vie commune, empreintes d’humanisme. Puis, il est formé  jusqu’en 1529 au Collège des trois langues au sein de l'université de Louvain, où il commence à éditer des textes classiques et patristiques avec son ancien professeur Rutgerus Rescius. Il se passionne déjà pour le latin et pour Cicéron. Enfin, après avoir décroché le grade de maître ès arts, il se rend à Paris afin d’étudier le droit, la médecine, la rhétorique et la dialectique.
À partir de 1530, Sturm commence à enseigner la dialectique, dans l’esprit de Rudolph Agricola, et  la rhétorique cicéronienne en marge du Collège Royal, qui vient alors d’être créé par François Ier.  Ses cours obtiennent un franc succès. Admiré pour son éloquence et l’étendue de ses connaissances, il gagne l’estime de Guillaume Budé, de Jean du Bellay et surtout de Marguerite de Navarre, qui le protège quand il décide de se rallier aux idées de la Réforme.
Sturm se marie avec Jeanne Pison (il se marie par ailleurs trois fois au cours de sa vie) et reçoit dans sa maison de jeunes Allemands et Suisses venus étudier à Paris. Il collabore avec l’imprimeur Wechel et est probablement à l’origine de la première édition d’Hermogène en grec (1531). Entrant au service des frères Du Bellay, il essaye de rapprocher le roi des luthériens allemands durant les années 1534-1535, après l’affaire des placards. Cependant, les efforts de conciliation se soldent par des échecs. Sturm se résigne à quitter Paris, devenue peu propice aux idées réformées. Il accepte alors l’invitation faite par le Stettmeister Jacques Sturm, son homonyme, de venir enseigner la dialectique et la rhétorique à Strasbourg.

### Le recteur du Gymnase protestant

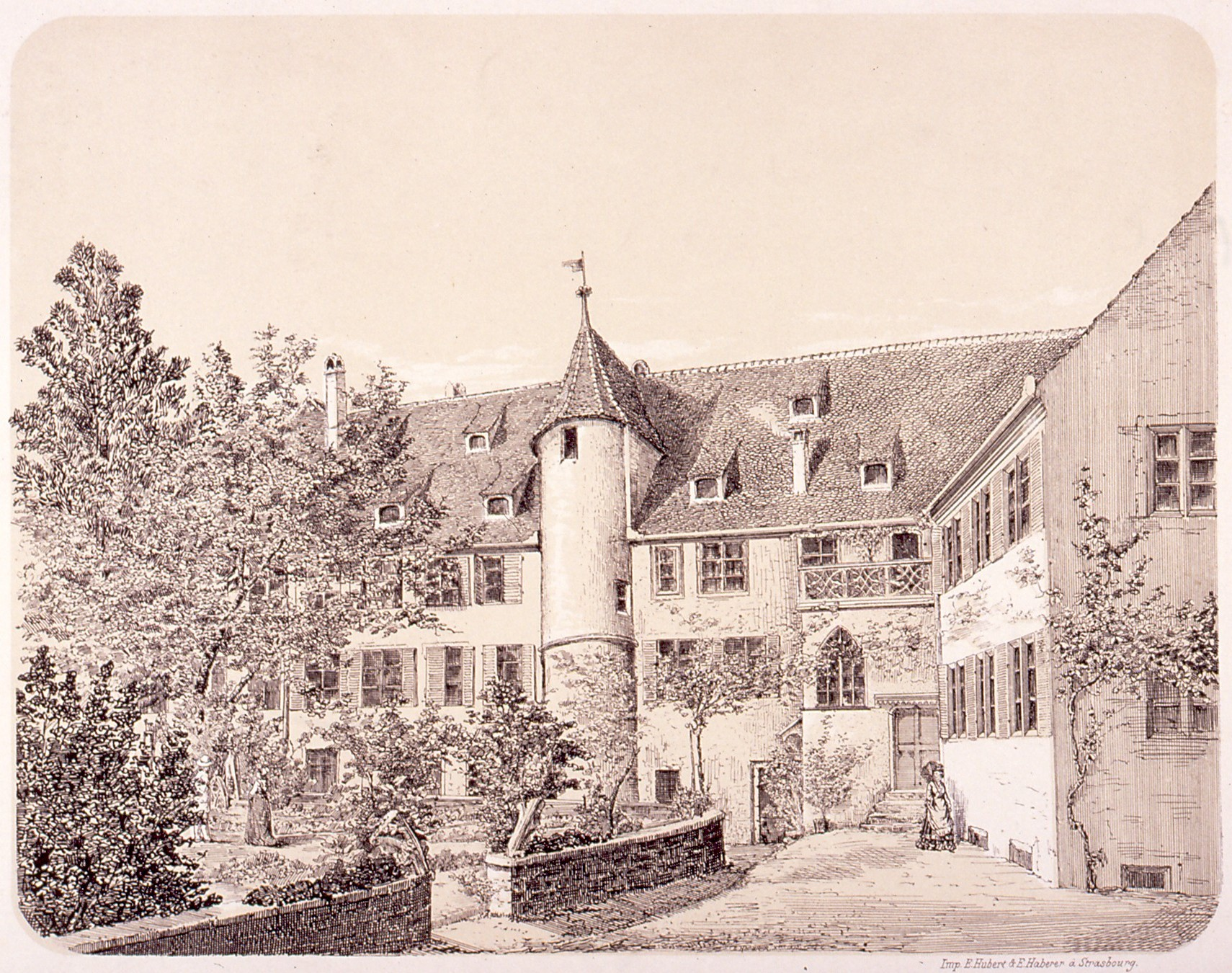
Maison de Jean Sturm, au n°1 de la Schuhmachergasse. Lithographie du XIX - coll. BNUS.

Jean Sturm arrive dans la capitale alsacienne le 14 janvier 1537. Il pense tout d’abord ne pas y demeurer longtemps, toutefois il y reste pendant près de cinquante ans.  Il s’installe tout d’abord chez son ami Martin Bucer.  Dès son arrivée, on le charge de dispenser des cours, qui rencontrent rapidement un succès fulgurant. Certains maîtres d’école vont même jusqu’à négliger leurs leçons pour assister à ses cours ! Enseignants et magistrats, charmés par son esprit, le désignent alors pour rédiger un rapport sur la réorganisation des écoles à Strasbourg. Ce rapport, intitulé De literarum ludis recte aperiendis, est accueilli avec enthousiasme et adopté en 1538. Il est immédiatement mis en application.
Ce texte aboutit à la fondation dans l'ancien couvent des Dominicains du Gymnase protestant (aujourd'hui Gymnase Jean-Sturm), qui devient rapidement une référence européenne en matière de pédagogie humaniste. Le Gymnase est à l'origine de l'Académie protestante (1566), qui allait bientôt devenir en 1621 l'université de Strasbourg. On considère que c'est l'acte de naissance de la Faculté de théologie protestante de Strasbourg. Dès 1539, Jean Sturm est engagé comme recteur pour une durée d'au moins vingt ans, puis est nommé recteur à vie.

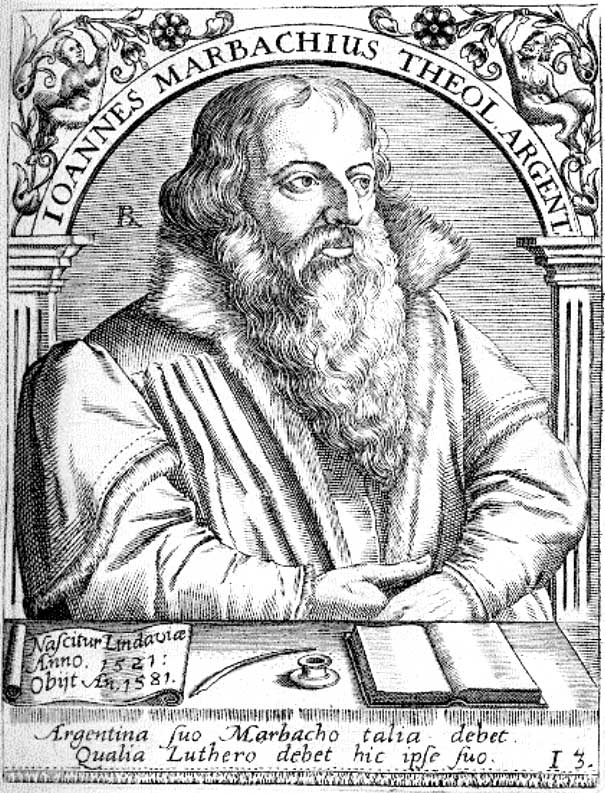
Jean Marbach, le principal opposant de Sturm au sein du Gymnase.

En dehors de ses activités au Gymnase, il est également très impliqué dans la politique extérieure de Strasbourg. Il entretient notamment une correspondance avec Latomus et Sadolet, membre de la commission qui était chargée par le pape Paul III de corriger les abus dans l'Église. Il participe aux colloques religieux des années 1540-1541 (Haguenau, Worms et Ratisbonne) et il effectue des missions à la cour de France de 1544 à 1546. Il intercède même auprès du cardinal Du Bellay en  faveur des protestants de Metz en 1543. Il profite de ses voyages pour aider à réformer certaines écoles et particulièrement celle de Pforta, près de Naumbourg. Cependant, après la victoire de Charles Quint et la publication de l'Intérim en 1548, il décide de se concentrer sur ses travaux.
À partir de 1553, Sturm s'implique à nouveau dans la vie politique afin d'aider les réformés de Metz et l'introduction de la Réforme en France, au moment où la lutte entre les Valois et les Habsbourg s'amplifie et qu'éclate la première guerre de religion. Une fois cette dernière terminée (1564), il réoriente ses efforts sur le Gymnase. Il est appelé la même année par le duc Wolfgang de Deux-Ponts pour réorganiser le Gymnase de Lauingen en Bavière, ce qu'il fait en proposant et en exécutant une réforme adaptée à l'établissement. Il recommence ensuite à publier des manuels scolaires et des traités pédagogiques. En 1565, il fait transférer la bibliothèque de la ville dans le chœur du Temple Neuf et persuade peu de temps après les scholarques de nommer à sa tête Michel Beuther, qui rédige aussitôt un catalogue. Enfin, il obtient en 1566, de l’empereur Maximilien II, la transformation de la Haute-École en Académie.
Depuis 1561, Jean Sturm a cependant un ennemi de taille au sein de Strasbourg et de sa propre école : Jean Marbach, fidèle partisan de l'orthodoxie luthérienne. À l’origine, ils se sont disputés à propos de la Cène et de la prédestination, mais le conflit s’aggrave dans les années 1570. Marbach étant l’un des professeurs influents de l’Académie et le chef du Convent ecclésiastique, il lutte pour imposer sa conception de l’école. Il souhaite réduire les exigences de performance du système d’études de Sturm. Le 19 décembre 1570, ce dernier présente sa démission afin d’attirer l’attention sur les pratiques de Marbach. Il propose également un programme de réforme, qui provoque de violentes réactions parmi les scholarques et les théologiens visés. Ce programme est refusé, toutefois les autorités strasbourgeoises ne veulent pas perdre leur recteur : elles lui proposent de retirer provisoirement sa démission. La controverse se termine par la défaite de Marbach, qui est vu comme le principal perturbateur, celui-ci traitant Sturm de « calviniste ». Marbach et Sturm signent finalement un accord en 1575 dans lequel ils s'engagent à respecter uniquement leurs attributions respectives. Néanmoins, le recteur reste très exposé aux critiques des pasteurs.

### Les dernières années

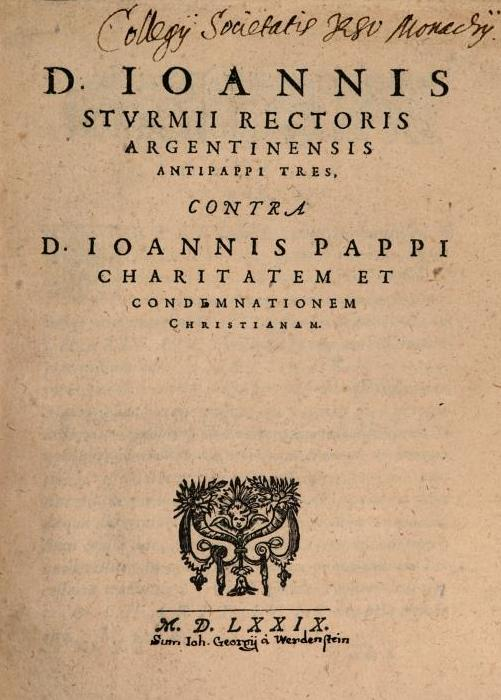
Troisième Antipappus (1579).

Lorsque Jean Pappus propose d'adopter la très luthérienne Formule de Concorde en 1577, les polémiques reprennent. Les idées de Sturm, un peu trop proches de Calvin selon certains, lui valent de violentes querelles avec les pasteurs luthériens de la ville. En outre, Pappus publie 78 thèses sur la charité chrétienne et sur l'hérésie que Sturm conteste fortement. Il dénonce la menace qu'il fait peser sur le Gymnase et sur la paix civile. Une guerre de pamphlets s'enclenche, allant de réfutation en réfutation, d'Antipappi en Antisturmii. La querelle s'étend en dehors de Strasbourg, faisant réagir certains princes protestants et des théologiens. En 1581, un décret paraît contre Sturm, qui est interdit de publication, mais celui-ci le brave. Devant la violence de la controverse, le Magistrat se résigne à destituer Sturm, devenu encombrant, avec comme motif « son grand âge et d'autres causes ». Il est remplacé à la tête du Gymnase par Melchior Junius. C'est la fin de l'humanisme à la Haute-École, au profit de l'orthodoxie luthérienne.
Il finit sa vie dans le petit village de Nordheim (Bas-Rhin), ruiné de surcroît à cause de l'argent prêté aux Huguenots français lors de la première guerre de religion (que ces derniers furent incapables de rembourser, avant 1622). Il déplore alors amèrement la « perfidie » des protestants français. En procès avec la ville de Strasbourg (il avait intenté un procès en diffamation contre deux sénateurs), il est par ailleurs frappé de cécité et malade de la goutte.

« À Nordheim, dans la bonne saison, le vieillard s'occupait de son jardin et de ses champs avec une attention qui ne dédaignait pas les moindres détails... ; il se plaisait à soigner lui-même les ruches de ses abeilles, en même temps, la ruine de sa fortune l'obligeait à veiller à la vente exacte de ses légumes et à s'occuper de petits besoins de son ménage... ; il demande qu'on lui envoie de la bière, des harengs, du beurre salé, il veut savoir quel procédé on emploie en Normandie pour faire le cidre ; le tout avec un sérieux qui nous ferait sourire, s'il ne fallait pas plaindre le vieux savant. »

— Charles Schmidt, La Vie et les Travaux de Jean Sturm, premier recteur du Gymnase et de l'Académie de Strasbourg
Malgré sa condition précaire, Jean Sturm continue à écrire. Il se consacre essentiellement au « danger turc » et à l'expansion de l'Empire ottoman, contre lequel il appelle la création d'une armée permanente et la coalition de tous les peuples de la chrétienté. Cependant, il n'achèvera jamais son traité de la guerre contre les Turcs (même s'il est tout de même publié à titre posthume). Il meurt le 3 mars 1589 à Strasbourg, où il est enterré au cimetière Saint-Gall. Le 31 mars, une solennité académique fut organisée en son honneur.
Sturm légua de nombreux ouvrages à la ville de Sélestat, qui les a conservés depuis. Le fonds se trouve à la Bibliothèque Beatus Rhenanus, qui se trouve dans les locaux de la Bibliothèque humaniste; on peut y consulter aujourd'hui encore les ouvrages que Sturm a consacrés à Cicéron.

## Pensée et postérité

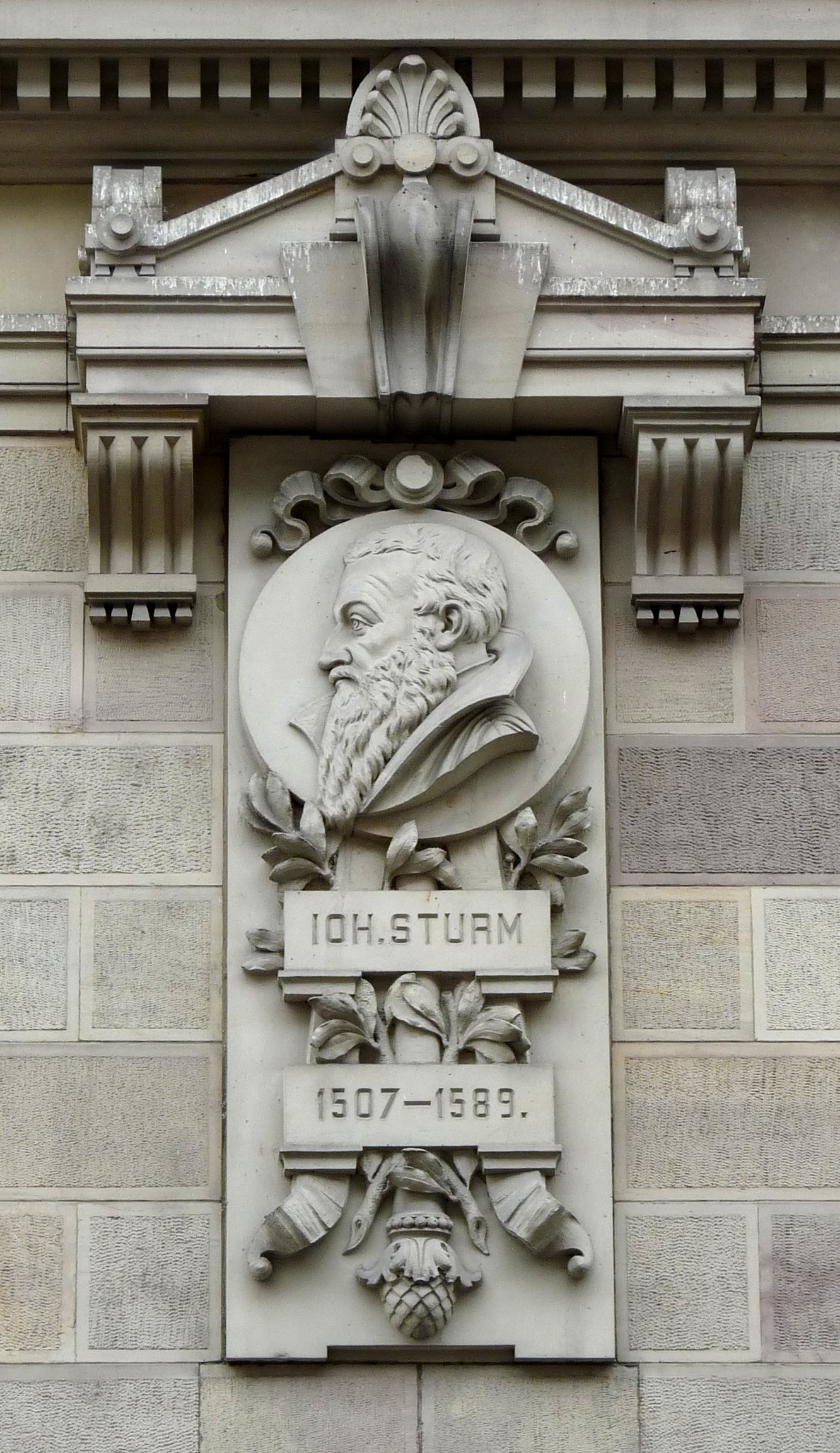
Hommage à Jean Sturm sur l'une des façades de la Bibliothèque Nationale et Universitaire de Strasbourg.

Sturm attache autant de prix à l'élégante correction du discours qu'au beau style, bien qu'il soit persuadé que les Modernes sont très inférieurs aux Anciens dans l'exercice de l'éloquence latine. Son principal but est de réhabiliter la rhétorique, qui est l'un des grands axes du programme d'études qu'il propose. L'idéal pédagogique de Jean Sturm s'exprime dès 1538 dans le De literarum ludis recte aperiendis : « Propositum a nobis est, sapientem atque eloquentem pietatem finem esse studiorum» (« Nous avons souhaité faire de la piété, fondée sur le savoir et l’éloquence, le but des études »). Autrement dit, le savoir approfondi et la perfection du langage doivent aboutir à une solide formation morale et religieuse.
En dehors de ce mot d'ordre, ce texte montre à quel point le recteur avait été influencé par sa scolarité au collège Saint-Jérôme. Il insiste sur la nécessité de rassembler les écoles latines, l'élaboration d'une méthode uniforme et un contenu de l'enseignement progressif, qu'il divise théoriquement en huit classes, puis neuf au Gymnase, chacune dirigée par un professeur. Il souligne également la nécessité d'offrir des bourses aux jeunes gens dont « la seule infortune est d'être nés de parents pauvres ». Ce traité fondateur a d'ailleurs été réédité en 2007 avec sa traduction française.
Sous l'influence de Sturm, de nombreux collèges s'inspirèrent de son programme : Lauingen, Heidelberg, Augsbourg, Memmingen, Lausanne, Genève, Nîmes, Hornbach, Thorun (aujourd'hui Toruń en Pologne), etc. Son modèle pédagogique perdura pendant longtemps, d'autant plus que ses œuvres continuèrent à être rééditées.
D'autre part, les hommages rendus à Jean Sturm furent nombreux et commencèrent dès sa destitution.

« C'est l'homme que la France contemple, que l'Italie admire, que l'Angleterre, l'Écosse, le Danemark, la Hongrie, la Bohème, entourent de respect et d'affection ; c'est lui, dis-je que tant de royaumes réclament, que l'Europe entière se dispute. Demandez aux jeunes gens laborieux des nations étrangères pourquoi ils ont entrepris les fatigues d'un long voyage, auquel jamais ils n'auraient songé ? Ils diront que c'est pour voir Sturm et pour suivre ses leçons. Demandez leur qui les attirés ? C'est Sturm, oui, c'est Sturm, répondront-ils tous. »

— Discours public de Jan d'Ostrong, 9 mars 1581.
Lors du premier centenaire du Gymnase en 1638, tous les orateurs furent unanimes quant à leur jugement sur le fondateur de la Haute-École, devenue entre-temps université ; ils saluèrent tous en Sturm un homme « illustre et excellent ».

## Œuvres principales
Jean Sturm a beaucoup écrit au cours de sa vie ; Jean Rott a répertorié 155 titres,. On peut toutefois ranger son œuvre en cinq grandes catégories :
- les éditions, les traductions et les commentaires de textes classiques en particulier des œuvres de Cicéron (surtout en 1540-1541)
- les éditions de textes contemporains
- les écrits programmatiques sur l'éducation et l'enseignement, ainsi que les conseils aux enseignants, les manuels scolaires et tous les textes en rapport avec le Gymnase,
- les traités de rhétorique et de dialectique, qui sont la grande spécialité de Sturm
- les écrits politico-religieux, avec ceux traitant des problèmes de la ville et ceux traitant plus de controverses religieuses.

La correspondance de Jean Sturm a été partiellement copiée par Charles Schmidt au XIXe siècle et a été complétée par Jean Rott.

### Textes classiques
- Des éditions de Lucien, Chrysostome, Cicéron, Platon...
- Ausgabe des Cicero, 1540.
- Platonis Gorgias aut de rhetorica, 1541.
- De ratione tractandae gravitatis occultae, 1571 - (un commentaire d’Hermogène).
- Commentarii in Artem poeticam Horatii, 1576 - (un commentaire d’Horace).

### Édition de textes contemporains
- Des éditions de Capiton et Bucer.
- Dialectique de Mélanchthon, 1538.
- Préface à l’édition de 1543 de l’Institutio christianae religionis de Calvin.
- Dictionarium mathematicarum de Dasypodius, 1573.
- Underricht der hochteutschen spraach d’Oelinger, 1573.

### Enseignement  et éducation
- De literarum ludis recte aperiendis, 1538.
- De amissa et recuperanda dicendi ratione, 1539, 2 vol.
- Nobilitas literata, 1549.
- De educatione principum, 1551 - (édition de 1581).
- De noblitate anglicana, 1551.
- Classicae epistolae, 1565.
- Neanisci, 1565.
- Onomasticon puerile, 1566.
- Academicae epistolae urbanae, 1569.
- Schola Argentinensis, 1572.
- Onomasticon latino-germanicum, 1579.

### Rhétorique et dialectique
- Partitionum dialecticarum libri II priores, 1539 (liber III., 1543 ; liber IV., 1548, puis réédition en 1571 et 1592).
- De formis orationis, 1571.
- De imitatione oratoria, 1574.
- De exercitationibus rhetoricis, 1575.
- De universa ratione Elocutionis Rhetoricae libri IV, 1576.

### Écrits politico-religieux

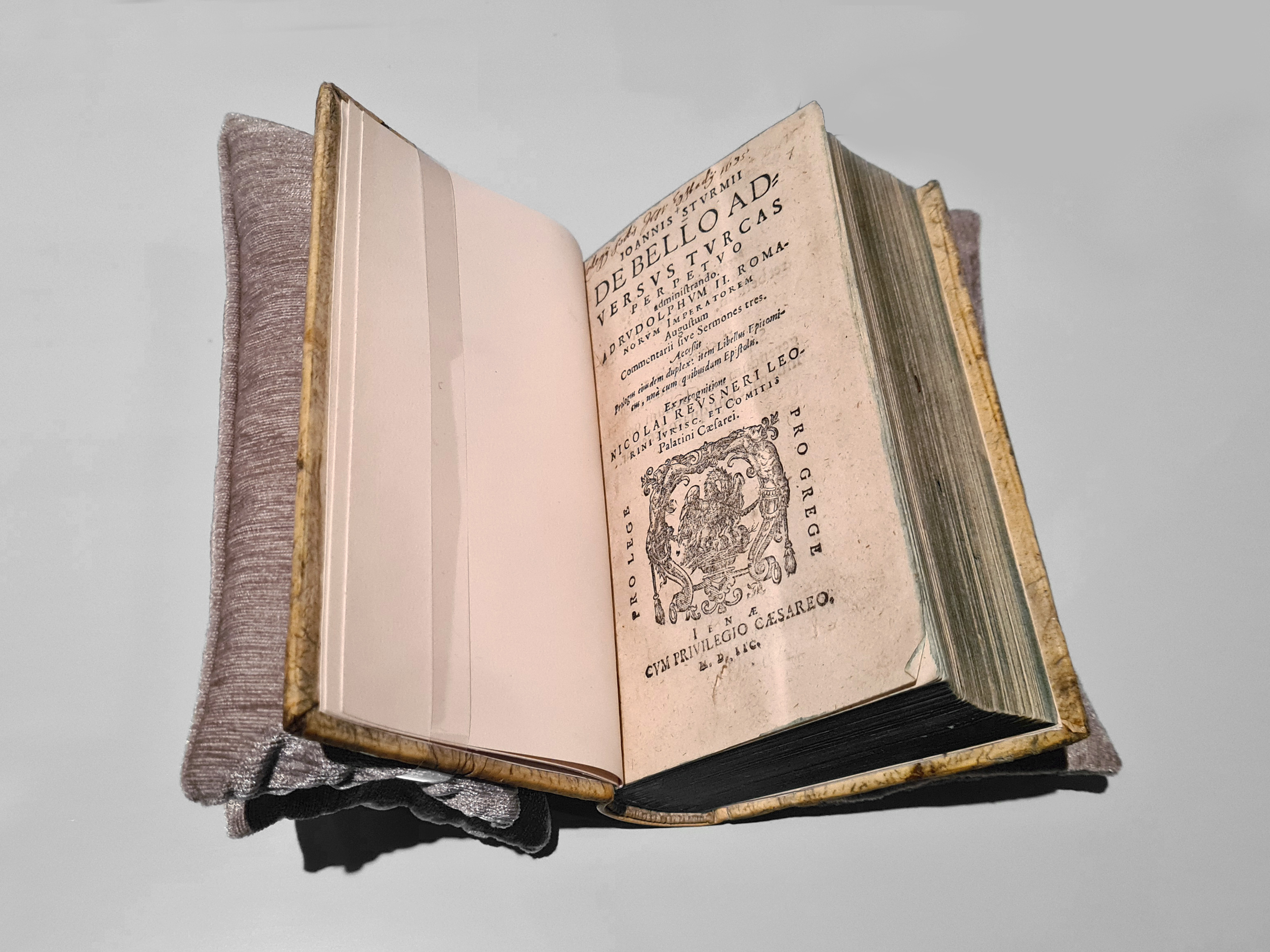
De Bello adversus Turcas (1598.)

- Epistola ad Cardinales de emendatione Ecclesia, 1538.
- Epistola de refutatione Tridentioni concilii, 1565.
- De morte Erasmi episcopi Argentinensis epistolae, 1569.
- Antipappi, 1579-1581 (exemple). Sturm publia en tout quatre Antipappi.
- De bello Adversus Turcas perpetuo commentarii. Epistolae de Turcico bello, 1598 - (publication posthume).